# PC Magazine
PC Magazine (conhecida como PC Mag) é uma revista especializada em informática. A edição impressa existiu de 1982 a janeiro de 2009. As publicações online começaram em 1994 e continuam até o presente.

## História
Numa primeira revisão do novo IBM PC, Byte relatou "o anúncio de uma nova revista chamada PC: O Guia Independente para o Computador Pessoal IBM. É publicado por David Bunnell, da Software Communications, Inc… Deverá ser de grande interesse para os proprietários do Computador Pessoal IBM".
A primeira edição do PC, datada entre fevereiro e março de 1982, apareceu no início desse ano.
Em 1984 o PC começou a publicar novas edições a cada duas semanas, cada um com cerca de 400 páginas em tamanho.
A revista cresceu para além da capital necessária para a publicar, e para resolver este problema, Gold vendeu a revista a Ziff-Davis, que a mudou para Nova Iorque. Em fevereiro de 1983 foi publicada pela PC Communications Corp., uma subsidiária da Ziff-Davis Publishing Co., a Bunnell e o seu pessoal partiram para formar a revista PC World.

## Desenvolvimento e evolução
PC Magazine foi uma das primeiras publicações a ter um laboratório de testes formal chamado PC Labs. O nome foi utilizado no início da revista, mas só depois da construção da PC Labs na Park Avenue 1 da revista, em Nova Iorque, é que se tornou uma verdadeira entidade em 1986. William Wong foi o primeiro diretor dos PC Labs.
O PC Labs criou uma série de benchmarks e versões mais antigas ainda podem ser encontradas na Internet.